# The Vagabonds (2022)
The Vagabonds (dt.: „Die Vagabunden“) ist ein deutscher Spielfilm von Doroteya Droumeva aus dem Jahr 2022. Das Liebesdrama ist von den eigenen Erfahrungen der Regisseurin inspiriert und setzt sich mit den sozialen Tabus auseinander, die Altersunterschiede zwischen einer älteren Frau und einem jüngeren Partner als sexuelle Fetische stigmatisieren. Die Hauptrollen übernahmen Shirly Lev, Magnús Mariuson und Jonathan Elias Weiske.
Die Produktion wurde beim Filmfestival von Cannes im Mai 2022 uraufgeführt.

## Handlung
Nora, eine Frau mittleren Alters, sucht nach einer echten menschlichen Verbindung. Sie hat eine Vorliebe für jüngere Männer, hauptsächlich Typen in ihren Zwanzigern. Auf ihrer Suche wird sie mit gesellschaftlicher Doppelmoral, Vorurteilen und toxischer Männlichkeit konfrontiert.

## Hintergrund
The Vagabonds ist das Spielfilmdebüt der gebürtigen bulgarischen Regisseurin Doroteya Droumeva, die gemeinsam mit Martin Razhdashki auch das Drehbuch verfasste. Inspiriert wurde sie von ihren eigenen Erfahrungen mit jüngeren Männern und dem Umgang mit Dating-Apps. Droumeva will eigenen Angaben zufolge mit ihrem Film Beziehungen zwischen älteren Frauen und jüngeren Partnern entstigmatisieren und zeigen, dass eine solche Partnerschaft auf Augenhöhe möglich sein kann. „Diese Geschichte muss erzählt werden, weil wir immer noch in einer Welt voller Sexismus, Vorurteile und Stereotypen leben und weibliche Perspektiven aus Männerperspektive in der Welt des Kinos sehr selten sind (was automatisch zu Mansplaining führt, damit Männer den Status quo und ihre Machtpositionen)“, so die Regisseurin. Ein Teil von The Vagabonds konzentriere sich auf die freie und unzensierte Darstellung der weiblichen Sexualität, insbesondere wenn es um Frauen über 35 gehe. „Ich möchte gesellschaftlichen Stereotypen und Wertungen entgegenwirken, um ältere Frauen als das freie, intelligente und sexuelle Wesen darzustellen, das sie sind“, so Droumeva.
Die Dreharbeiten fanden vom 1. bis 30. September 2021 in Berlin statt. Für die Hauptrollen wurden Shirly Lev, Magnús Mariuson und Jonathan Elias Weiske verpflichtet. Insgesamt waren 25 Drehtage für The Vagabonds vorgesehen, den Droumeva mit ihrer eigenen Filmgesellschaft auch produzierte.

## Veröffentlichung
Nachdem Droumeva beim Filmfestival von Cannes 2011 für ihren Studentenkurzfilm Der Brief den Hauptpreis der Nebensektion Cinéfondation gewonnen hatte, erhielt sie automatisch die Möglichkeit, ihr Spielfilmdebüt The Vagabonds beim Festival 2022 vorstellen zu können. Dort wurde das Werk in einer Sonderaufführung am 25. Mai außer Konkurrenz gezeigt.

## Auszeichnungen
Im Rahmen seiner Premiere auf dem Filmfestival von Cannes ist The Vagabonds für die Caméra d’Or nominiert.